# Minhotães
Minhotães ist ein Ort und eine ehemalige Gemeinde (Freguesia) im nordportugiesischen Kreis Barcelos.

## Geschichte
Über die ursprüngliche Entstehung des Ortes ist mangels archäologischer Funde nicht viel bekannt. Er gehörte zur mittelalterlichen Gemeinde Grimancelos, bevor er im 18. Jahrhundert eine eigene Gemeinde wurde.

## Verwaltung
Minhotães ist eine ehemalige Gemeinde (Freguesia) im Kreis (Concelho) von Barcelos, im Distrikt Braga. Am 30. Juni 2011 hatte die Gemeinde 781 Einwohner auf einer Fläche von 3,6 km².
Im Zuge der Gebietsreform am 29. September 2013 wurde die Gemeinde Minhotães mit den Gemeinden Grimancelos, Monte de Fralães und Viatodos zur neuen Gemeinde União de Freguesias de Viatodos, Grimancelos, Minhotães e Monte de Fralães zusammengeschlossen. Hauptsitz der neuen Gemeinde wurde Viatodos.